# Brachodidae
Brachodidae zijn een familie van vlinders uit de superfamilie van de Cossoidea. De familie telt in 2011 137 soorten in 15 geslachten. Voor deze groep is lang de naam Atychiidae gebruikt. Die naam was gebaseerd op Atychia Latreille, 1810, een junior homoniem van Atychia Ochsenheimer, 1808, nu beschouwd als een synoniem voor Adscita Retzius, 1783, een geslacht van bloeddrupjes (Zygaenidae). De naam van een junior homoniem is niet beschikbaar als basis voor een familienaam volgens artikel 39 van de ICZN. Heppner koos daarom in 1979 voor het oudst beschikbare synoniem van Atychia, Brachodes, om de nieuwe familienaam op te baseren. Die naam was echter al in 1966 door Agenjo gepubliceerd als Brachodinae, en volgens het Principle of coordination is Agenjo de auteur van de familienaam.

## Onderfamilies en geslachten
- Brachodinae
  - Archaeotychia Kallies, 2016
  - Brachodes Guenée, 1845
    - = Chimaera Ochsenheimer, 1808 non Chimaera Linnaeus, 1758
    - = Atychia Latreille, 1810 non Atychia Ochsenheimer, 1808
    - = Procerata Berthold, 1827, nomen oblitum
    - = Proceras Bojer, 1856
    - = Palamernis Meyrick, 1906

  - Callatolmis Butler, 1877
    - = Sisyroctenis Meyrick, 1936

  - Euthorybeta Turner, 1913
  - Miscera Walker, 1863
  - Nothobrachodes Kallies, 2016
  - Polyphlebia Felder, 1874
  - Saccocera Kallies, 2013
  - Sagalassa Walker, 1856
    - = Gora Walker, 1862
    - = Jonaca Walker, 1863

  - Synechodes Turner, 1913
- Phycodinae Rebel, 1907
  - Atractoceros Meyrick, 1936
  - Hoplophractis Meyrick, 1920
  - Nigilgia Walker, 1863
  - Paranigilgia Kallies, 1998
  - Phycodes Guenée, 1852
    - = Tegna Walker, 1866

  - Phycodopteryx Kallies, 2004[6]
- Pseudocossinae Heppner, 1984
  - Pseudocossus Kenrick, 1914